# Lamontjoie
Lamontjoie is een gemeente in het Franse departement Lot-et-Garonne (regio Nouvelle-Aquitaine) en telt 455 inwoners (1999). De plaats maakt deel uit van het arrondissement Nérac.

## Geografie
De oppervlakte van Lamontjoie bedraagt 17,4 km², de bevolkingsdichtheid is 26,1 inwoners per km².
De onderstaande kaart toont de ligging van Lamontjoie met de belangrijkste infrastructuur en aangrenzende gemeenten.

## Demografie
Onderstaande figuur toont het verloop van het inwonertal (bron: INSEE-tellingen).